# 클레망스 상프루

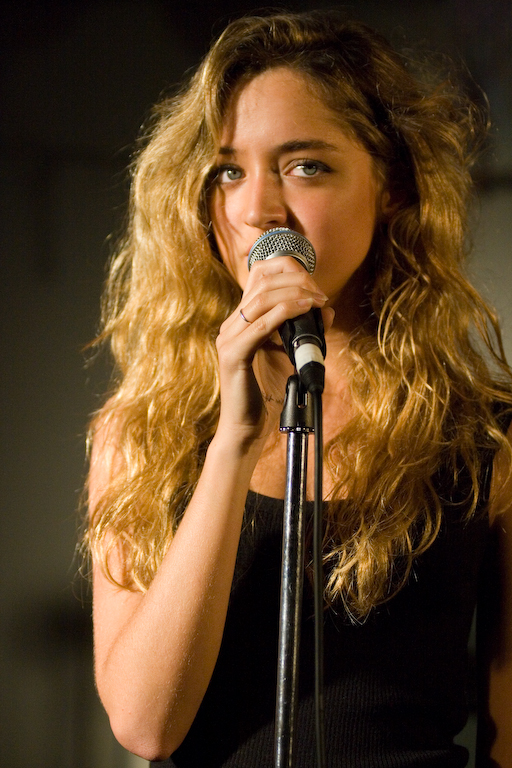

클레망스 상프루는 프랑스의 여가수인 클레멍스 상프루다. 프랑스 뇌이쉬르센에서 1988년 11월 29일에 태어났으며 유명한 작곡가인 상프루의 막내 딸이다. 그녀는 2000년에 프랑스에서 조니 할리데이와 그리고 후에는 장 밥티스트 모니에와 노래하면서 이름을 알리게 되었다. 2007년에 셀라밴드에서 충분한 경제적 지원을 받아 세제적인 관심을 받게 되었다. 2011년에는 영화 ‘퍼펙트 베이비’에서 에이미로서 연기를 했다.
작곡가인 상프루와 화가이자 작가인 어머니의 딸인 클레망스는 어려서부터 예술의 세계에서 성장했기 때문에 그녀 인생에서 일찍이 음악과 노래는 그녀에게 매우 자연스러운 것이었고, 피아노와 기타 연주를 배우며 춤과 희극 수업을 받았다. 12살이 되어 조니 할리데이와 만나게 되었다. 클레멍스의 목소리에 반한 조니 할리데이는 ‘On a tous besoin d’amour(우리 모두는 사랑이 필요해요)’를 클레멍스와 함께 녹음했다. 그 노래는 2001년 11월 프랑스에서 탑 50위 중 4위를 하면서 크게 성공했다. 그럼에도 불구하고 그녀는 2005년이 되어서야 음악세계에서 주목을 받게 된다.
그 해 그녀는 영화 ‘코러스’에서 주연으로서 막 성공한 장 밥티스트 모니에와 듀엣곡인 ‘Concerto Pour Deux Voix(두 사람을 위한 협주곡)’을 부르게 되었다. 가사가 없기 때문에 발성연습과 비교되는 이 음악은 아버지인 상프루가 1969년에 작곡한 ‘Concerto pour une Voix(한 사람을 위한 협주곡)’을 각색한 것이다. 그 성공은 이 전의 조니 할리데이와의 파트너십보다도 더 크게 한 번 더 성공한 것이었지만 2005년 말에 클레망스는 솔로로서 싱글 앨범인 ‘Sans Défense(방어하지 않고)’를 발매했고 이듬 해에는 ‘La Vie Comme Elle Vient(그녀처럼 오는 삶)’을 발매했다.
2007년 3월 18일에 셀라밴드에서 전 세계 곳곳에서 50,000 달러의 수익금을 낸 네 번째 아티스트가 되었고 그녀는 앨범을 녹음할 수 있게 되었다.
그녀의 첫 앨범인 ‘Mes Jours(나의 나날들)’은 수익금을 낸 직후에 녹음이 되었고 2007년 12월 12일에 프랑스의 가게에서 판매되기로 했다. 클레망스는 14곡 중에서 3곡을 직접 작곡하였다.
그녀는 장 밥티스트 모니에와 덩차오 그리고 제인 마치가 출연하는 영화인 퍼펙트 베이비에서 연기를 하기도 했다.